# Torbiørn Ludvig Synnestvedt
Torbiørn Ludvig Synnestvedt, född 1754 i Nordalen i Norge, död 2 april 1829 i Bergen, var en norsk militär.
Synnestvedt reste till Danmark som en ung pojke för att utbilda sig till officer i den danska armén. År 1808 var Synnestvedt major och chef för Bergenhusiska grenadjärbataljonen. År 1809 befordrades han till överstelöjtnant och var då chef för 14 officerare och 480 soldater. Synnestvedt var chef för Bergenhusiska jägarebataljonen 1809 eller 1810. Synnestvedt var regementsofficer vid Nordanfjällska värvade infanteriregementet 1815-1817, och var regementets sista chef före avvecklingen den 3 juli 1817. Han var riddare av Nordstjärneorden.